# Soamachaerota
Soamachaerota is een geslacht van halfvleugeligen uit de familie Machaerotidae. De wetenschappelijke naam van dit geslacht is voor het eerst geldig gepubliceerd in 1952 door Metcalf.

## Soorten
Het geslacht Soamachaerota  is monotypisch en omvat slechts de volgende soort:
- Soamachaerota appendiculata (Hacker, 1926)